# London Streets

Logo używane od ok. 2005 do 2014

London Streets – jednostka będąca częścią Transport for London (TfL) odpowiedzialna za zarządzanie siecią dróg w Londynie, których łączna długość wynosi 580 kilometrów. Odcinki autostrad leżące na obszarze Londynu nie podlegają zarządzaniu przez London Streets, za ich utrzymanie odpowiada National Highways (wcześniej Highways England).
London Streets jest odpowiedzialna za zarządzanie opłatą congestion charge, pobieraną od kierowców wjeżdżających do centrum miasta. Ponadto, jednostka odpowiada za system monitoringu w mieście, kontrolę sygnalizacji świetlnej, a także monitorowania buspasów.

## Historia
Jednostka powstała w 2000 roku jako część Transport for London (TfL), z nazwą Street Management.
Od końca marca 2007 roku pod nazwą London Streets.